# بغداد امرایف
بغداد کولتایویچ امرایف (قزاقی: Бағдат Құлтайұлы Әміреев , روسی: Багдад Култаевич Амреев ; متولد ۱ مارس ۱۹۵۹) رئیس صندوق سرمایه گذاری ترک و همچنین یک شخصیت سیاسی و دیپلمات قزاق است.

## اوایل زندگی و حرفه
او در ۱ مارس ۱۹۵۹ در روستای شولاک کورگان، منطقه ترکستان، اتحاد جماهیر شوروی زاده شد. در سال ۱۹۸۲ از دانشگاه ملی تاجیکستان در رشته شرق‌شناسی عرب فارغ‌التحصیل شد. او از سال ۱۹۸۵ تا ۱۹۸۸ معلم زبان و ادبیات عرب در دانشگاه دولتی قزاقستان بود. از سال ۱۹۹۱ تا ۱۹۹۲، او مدرس ارشد گروه زبان عربی دانشگاه دولتی قزاقستان بود. او به عنوان مشاور در خدمت نخست‌وزیر قزاقستان از سال ۲۰۱۴ بود. وی در طول خدمت خود در خاورمیانه، سفیر هماهنگ‌کننده در کشورهای آفریقایی و نماینده دائم سازمان آموزشی، علمی و فرهنگی اسلامی (ISESCO) نیز بود.

## خدمات دیپلماتیک
در دهه ۱۹۸۰. او به عنوان مترجم در یمن، سوریه و عراق خدمت کرد. او در اوایل دهه ۹۰، دبیر اول - معاون رئیس بخش خاورمیانه و آفریقا وزارت امور خارجه قزاقستان بود. او در سال ۱۹۹۶ سفیر در کشورهای خارجی شد. وی به ترتیب سفیر در عربستان سعودی، عمان، بحرین و کویت، امارات، مصر، سوریه، لبنان، مراکش، اردن، لیبی، ترکیه، آلبانی، و ایران بود.

## دبیر کلی
او در دوران تصدی خود خواستار ایجاد یک دولت متحد برای نظارت بر جهان ترک شده‌است.
در سال ۲۰۲۰، در جریان درگیری که از سپتامبر آغاز شد، امریف حمایت خود را از آذربایجان علیه ارمنستان اعلام کرد. در ۱۲ مه ۲۰۲۱، او نقش اسرائیل در بحران ۲۰۲۱ اسرائیل و فلسطین را محکوم کرد و آن را به عنوان «استفاده نامتناسب از زور توسط نیروهای امنیتی اسرائیل علیه غیرنظامیان بیگناه فلسطینی» توصیف کرد. وی همچنین از دولت اسرائیل خواست تا «اقدامات لازم را برای حل مسالمت آمیز اوضاع و توقف فوری حملات به غیرنظامیان و نفوذ مسلحانه به اماکن مقدس مسلمانان» اتخاذ کند. دوره دبیرکلی امرایف همزمان با برگزاری نهمین دوره اجلاس سران کشورهای ترک، در تاریخ 11 نوامبر 2022 به پایان رسید.

## ریاست صندوق سرمایه گذاری
در نهمین اجلاس سران سازمان کشورهای ترک که در 12 نوامبر 2022 در سمرقند برگزار شد، رؤسای جمهور کشورهای ترک تصمیم ویژه ای را در مورد تأسیس صندوق سرمایه گذاری ترک امضا کردند و بر اساس این تصمیم بغداد امرایف که دوره مسئولیت خود را به عنوان دبیرکل سازمان به اتمام رسانده بود به سمت رئیس صندوق سرمایه گذاری ترک منصوب شد.

## زندگی شخصی
او به غیر از زبان مادری اش قزاق، به زبان‌های روسی، انگلیسی، ترکی، عربی، فارسی و تاجیکی صحبت می‌کند. او با ارداک امریوا ازدواج کرده و دارای سه فرزند است.

## جوایز و عناوین
- نشان افتخار (۲۰۰۳)
- مدال «۲۰ سال استقلال جمهوری قزاقستان» (۲۰۱۱)
- سفیر فوق‌العاده و تام‌الاختیار درجه ۱